# Даміан Родрігес
Даміан Оскар Родрігес Кантос (ісп. Damián Oscar Rodríguez Cantos, нар. 27 липня 1974, Порту-Алегрі, Бразилія) — уругвайський та бразильський футболіст, захисник.

## Клубна кар'єра
Родрігес народився в Бразилії, але потім його батьки переїхали в Уругвай. У 1992 році він почав свою кар'єру в «14 липня», а в наступному році перейшов у «Насьйональ». Влітку 1995 року він переїхав до Аргентини, де виступав у клубах «Депортіво Еспаньйол» і «Годой-Крус». У 1997 році він повернувся в «Насьйональ» (М), за який потім грав протягом шести сезонів. Влітку 2002 року він відправився за океан, підписавши контракт з українським клубом «Шахтар» (Донецьк). Дебютував у футболці гірників 7 липня 2002 року в нічийному (0:0) виїзному поєдинку 1-го туру вищої ліги чемпіонату України проти київського «Арсеналу». Даміан вийшов на поле в стартовому складі та відіграв увесь матч. Єдиним голом у складі «Шахтаря» відзначився 12 липня 2002 року в переможному (5:2) домашньому поєдинку 2-го туру вищої ліги чемпіонату України проти сімферопольської «Таврії». Родрігес вийшов на поле в стартовому складі та відіграв увесь матч. У футболці «Шахтаря» в чемпіонаті України зіграв 8 матчів (1 гол), також по 1-му поєдинку провів у кубку України (відзначився 1 голом) та в єврокубках. У лютому 2002 року він повернувся до Латинської Америки. Його викупила мексиканська команда «Дорадос де Сіналоа», а в 2004 році він виступав у колумбійському клубі «Америка де Калі». У 2005 році він захищав кольори перуанського «Сієнсіано», а потім знову повернувся в «Насьйональ». У 2007 році він перейшов в «Сентраль Еспаньйол», де й завершив кар'єру.

## Кар'єра в збірній
У 2000-2002 роках він виступав за збірну Уругваю, за яку зіграв три матчі.